# Francuz (film 2019)
Francuz (Француз) è un film del 2019 diretto da Andrej Sergeevič Smirnov.

## Trama
Nel 1957, lo studente francese Pierre Duran, si reca a Mosca per uno stage, qui conosce la ballerina e fotografa del Teatro Bol'šhoi, grazie alla quale si immerge nella vita culturale di Mosca.